# O. E. Hasse
O. E. Hasse (11 de julio de 1903 - 12 de septiembre de 1978) fue un actor y director de nacionalidad alemana.

## Biografía
Su nombre completo era Otto Eduard Hasse, y nació en Obrzycko, en la actual Polonia. Hijo de un herrero, tuvo sus primeras experiencias teatrales en la escuela en Chodzież, siendo compañera suya de clase la actriz Berta Drews. Tras su graduación y su título de Abitur, Hasse inició en Berlín una licenciatura en derecho que, sin embargo, interrumpió a los tres semestres. Decidió entonces aprender en la Escuela de Arte Dramático Ernst Busch del Deutschen Theater. Tras superar su formación, empezó a actuar en el Jungen Bühne, el Bergtheater Thale de Harz, en Breslavia, y en el Teatro de Cámara de Múnich, donde también trabajó como director.
En la primavera de 1939, Hasse fue condenado en Múnich a dos meses por homosexualidad según el artículo 175 del código penal, una sentencia en cierto modo indulgente, gracias a su confesión, su reputación y sus logros artísticos. Hitler había quedado impresionado por la interpretación de Hasse en Cäsar und Cleopatra y, tras su liberación, el Inspector de la Sicherheitspolizei de Múnich, el Oberführer de la SS Lothar Beutel, le dijo que no tendría ninguna dificultad profesional. Ello fue debido a un „permiso especial“ otorgado por Joseph Goebbels. En 1939 Hasse fue contratado para trabajar en la Ópera Estatal de Praga, utilizando a partir de entonces el nombre artístico O. E. Hasse. Tras ser suspendido en octubre de 1940 por instigación de un actor rival, el dictamen de Goebbels prevaleció sobre el del gobernador alemán en Praga, Karl Hermann Frank, por lo que no se aplicó finalmente la suspensión.
La carrera en el cine de Hasse empezó en 1931 con pequeños papeles en películas como Stukas (1941), Rembrandt (1942) o Dr. Crippen an Bord (1942). Obtuvo un gran éxito internacional en 1953 con la película de Alfred Hitchcock I Confess, y en Alemania con el film Canaris (1954). Hasse actuó en dos partes de la trilogía cinematográfica 08/15 (1955), en la comedia Kitty und die große Welt (1956, con Romy Schneider), en Les Aventures d'Arsène Lupin (1957, encarnando a Guillermo II de Alemania junto a Liselotte Pulver), y Der Maulkorb (1958, de Wolfgang Staudte). También participó en Frau Warrens Gewerbe (1960, adaptación de la obra de George Bernard Shaw) y en Die Ehe des Herrn Mississippi (1961, a partir de Friedrich Dürrenmatt). 
En 1959 Hasse fue miembro del jurado del Festival Internacional de Cine de Berlín. Además de todo lo anterior, Hasse siguió actuando en los escenarios teatrales, compaginándolos con la actividad en el cine. Así, en 1961, junto a la actriz Elisabeth Bergner viajó en gira por Estados Unidos con Querido mentiroso, obra de Jerome Kilty sobre la correspondencia entre George Bernard Shaw y Mrs. Patrick Campbell. En 1967 fue Winston Churchill en la controvertida pieza de Rolf Hochhuth Soldaten, representada en el Freie Volksbühne de Berlín, y en 1971 hizo en el Burgtheater de Viena el papel principal de la pieza de William Shakespeare Julio César, bajo la dirección de Gerhard Klingenberg.

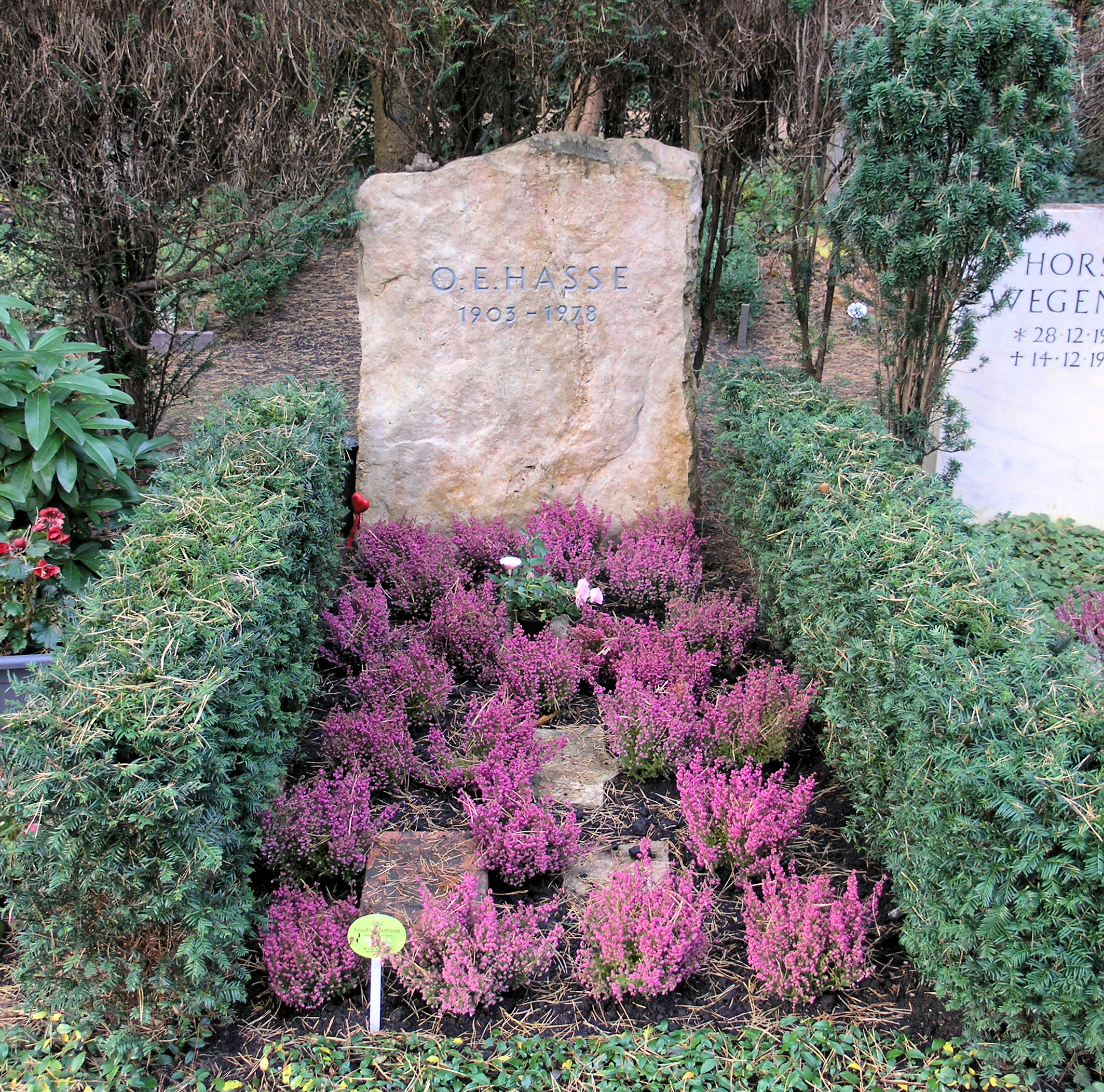
Tumba de O. E. Hasse

Estaba avanzada su carrera cuando Hasse empezó a actuar en la televisión. En 1975 actuó en el telefilm de Peter Zadek Eiszeit, basado en la obra teatral de Tankred Dorst, encarnando al escritor Knut Hamsun con uno de sus papeles más impresionantes. La exitosa colaboración con Zadek se repitió en 1977 con la adaptación a la pequeña pantalla de la pieza teatral de Brendan Behan Die Geisel. Su última actuación fue el papel de Shunderson en la obra de Curt Goetz Dr. med. Hiob Prätorius, llevada a escena en el Teatro en Kurfürstendamm.
Otra de sus facetas fue la de actor de voz, doblando a intérpretes como Charles Laughton, Humphrey Bogart, Spencer Tracy y Clark Gable. También actuó para la radio, siendo el Capitán Queeg en la adaptación de la novela de Herman Wouk Die Caine war ihr Schicksal (1954). 
Hasse trató siempre su homosexualidad como un asunto íntimo, en gran parte por las consecuencias judiciales que hubo de sufrir. Su compañero sentimental en las últimas tres décadas de su vida fue Max Wiener, durante un tiempo miembro del comité ejecutivo del holding Ringier.
O. E. Hasse falleció en 1978 en Berlín. Fue enterrado en el Cementerio Dahlem de esa ciudad, formando parte su tumba de la lista de tumbas honorarias de la ciudad de Berlín. Su patrimonio escrito se conserva en el archivo de la Academia de las Artes de Berlín.
Desde el año 1981 se concede el Premio O. E. Hasse, otorgado por la Fundación O.E. Hasse con supervisión de la Academia de las Artes de Berlín. Así se cumple el legado del actor, que quería estimular a los jóvenes actores con un premio monetario.

## Filmografía
- 1924 : Der Letzte Mann
- 1932 : Peter Voß, der Millionendieb
- 1932 : Kreuzer Emden
- 1933 : Fräulein Hoffmanns Erzählungen
- 1933 : Muss man sich gleich scheiden lassen?
- 1934 : Die vertauschte Braut
- 1934 : Klein Dorrit
- 1934 : Peer Gynt
- 1934 : Der verhexte Scheinwerfer
- 1935 : Knock-Out – Ein junges Mädchen – Ein junger Mann
- 1935 : Ein ganzer Kerl
- 1935 : Der Gefangene des Königs
- 1936 : Der ahnungslose Engel
- 1936 : Der schüchterne Casanova
- 1936 : Die große und die kleine Welt
- 1936 : Diener lassen bitten
- 1937 : So weit geht die Liebe nicht
- 1939 : Drei wunderschöne Tage
- 1941 : Ins Grab kann man nichts mitnehmen
- 1941 : Stukas
- 1941 : Alles für Gloria
- 1941 : Illusion
- 1942 : Rembrandt
- 1942 : Die Entlassung
- 1942 : Dr. Crippen an Bord
- 1943 : Gefährtin meines Sommers
- 1943 : Der ewige Klang
- 1943 : Geliebter Schatz
- 1944 : Der große Preis
- 1944 : Der Täter ist unter uns
- 1944 : Komm zu mir zurück
- 1944 : Aufruhr der Herzen
- 1944 : Philharmoniker
- 1948 : Berliner Ballade
- 1949 : Anonyme Briefe
- 1950 : Sitiados
- 1950 : Epilog – Das Geheimnis der Orplid
- 1951 : Decision Before Dawn
- 1952 : Der große Zapfenstreich
- 1953 : I Confess
- 1953 : Der letzte Walzer
- 1953 : Wenn am Sonntagabend die Dorfmusik spielt
- 1954 : Betrayed
- 1954 : Canaris
- 1955 : Above Us the Waves
- 1955 : 08/15 Zweiter Teil
- 1955 : Alibi
- 1955 : 08/15 in der Heimat
- 1956 : Kitty und die große Welt
- 1957 : Les Aventures d'Arsène Lupin
- 1957 : Sait-on jamais…
- 1957 : Die Letzten werden die Ersten sein
- 1957 : Les espions
- 1957 : Der gläserne Turm
- 1957 : Der Arzt von Stalingrad
- 1958 : Der Maulkorb
- 1958 : Solange das Herz schlägt
- 1959 : Frau Warrens Gewerbe
- 1960 : Au voleur!
- 1961 : Die Ehe des Herrn Mississippi
- 1962 : Das Leben beginnt um acht
- 1962 : Le Caporal épinglé
- 1962 : Lulu
- 1963 : Le Vice et la vertu
- 1964 : Die Todesstrahlen des Dr. Mabuse
- 1965 : Three Rooms in Manhattan
- 1969 : Cäsar und Cleopatra (telefilm)
- 1972 : Estado de sitio
- 1975 : Zeit des Friedens
- 1975 : Eiszeit
- 1976 : L'età della pace
- 1977 : Die Geisel (telefilm)
- 1977 : Der Alte (serie TV), episodio Konkurs
- 1977 : Sanfter Schrecken (telefilm)

## Radio
- 1947 : Wir sind noch einmal davongekommen
- 1947 : Das Salzburger große Welttheater, dirección de Hanns Korngiebel
- 1947 : Major Barbara, dirección de Hannes Küpper (Berliner Rundfunk)
- 1948 : Hiroshima, dirección de Otto Kurth
- 1948 : Karl Heinz Martin zum Gedenken
- 1950 : Der öffentliche Ankläger, dirección de Rudolf Noelte
- 1950 : Menschenwürde – Menschenrecht, dirección de Rudolf Noelte
- 1950 : Die Teufelsgeige, dirección de Rudolf Noelte
- 1951 : Der eingebildete Kranke, dirección de Walter Ohm (Bayerischer Rundfunk)
- 1953 : Ulla Winblad oder Musik und Leben des Carl Michael Bellmann, dirección de Walter Ohm (BR/Radio Bremen/Südwestfunk)
- 1953 : Arm wie eine Kirchenmaus, dirección de Otto Kurth
- 1954 : Das Jahr Lazertis, dirección de Karl Peter Biltz
- 1954 : Ackermann und Tod, dirección de Hans Bernd Müller
- 1954 : Die Caine war ihr Schicksal, dirección de Gert Westphal
- 1957 : Abendstunde im Spätherbst, dirección de Walter Knaus
- 1958 : Herrenhaus, dirección de Günther Rennert
- 1959 : Der Kaiser von Amerika, dirección de Willi Schmidt
- 1963 : Der Tartüff, dirección de Hans Lietzau
- 1974 : Die fast makellose Sammlung. Dirección de Friedhelm von Petersson

## Premios
- 1951 : Kunstpreis de la ciudad de Berlín
- 1955 : Premio del Senado de Berlín
- 1961 : Miembro de la Academia de las Artes de Berlín
- 1964 : Nombramiento honorífico como Staatsschauspieler
- 1973 : Placa Ernst Reuter
- 1974 : Cruz de Comandador de la Orden del Mérito de la República Federal de Alemania